# 曺恩粹
曺恩粹（チョ・ウンス、2004年3月12日 - ）は、大韓民国出身のサッカー選手。シンガポールプレミアリーグ・アルビレックス新潟シンガポール所属。ポジションはディフェンダー。

## 来歴
9歳でサッカーを始める。全南ドラゴンズの下部組織を経て、2023年1月10日にJリーグ・FC琉球に加入。加入時はチョ・ユンスの名前で紹介されていたが、その後チョ・ウンスの名前で登録された。
2023年4月1日、岐阜メモリアルセンター長良川競技場でのFC岐阜戦でJリーグデビューを飾ったが、5月18日の練習中に恥骨筋を損傷し4週間の離脱を余儀なくされた。
2025年7月6日、シンガポールプレミアリーグのアルビレックス新潟シンガポールへの完全移籍が発表された。

## 所属クラブ
- 2016年 全南ドラゴンズU12(光陽製鐵南初等學校（朝鮮語版）)
- 2017年 - 2019年 全南ドラゴンズU15(光陽製鐵中學校（朝鮮語版）)
- 2020年 - 2022年 全南ドラゴンズU18(光陽製鐵高等學校（朝鮮語版）)
- 2023年 - 2025年7月  FC琉球
- 2025年7月 -  アルビレックス新潟シンガポール

## 個人成績
| 国内大会個人成績 | 国内大会個人成績 | 国内大会個人成績 | 国内大会個人成績 | 国内大会個人成績 | 国内大会個人成績 | 国内大会個人成績 | 国内大会個人成績 | 国内大会個人成績 | 国内大会個人成績 | 国内大会個人成績 | 国内大会個人成績 |
| 年度             | クラブ           | 背番号           | リーグ           | リーグ戦         | リーグ戦         | リーグ杯         | リーグ杯         | オープン杯       | オープン杯       | 期間通算         | 期間通算         |
| 年度             | クラブ           | 背番号           | リーグ           | 出場             | 得点             | 出場             | 得点             | 出場             | 得点             | 出場             | 得点             |
| 日本             | 日本             | 日本             | 日本             | リーグ戦         | リーグ戦         | リーグ杯         | リーグ杯         | 天皇杯           | 天皇杯           | 期間通算         | 期間通算         |
| ---------------- | ---------------- | ---------------- | ---------------- | ---------------- | ---------------- | ---------------- | ---------------- | ---------------- | ---------------- | ---------------- | ---------------- |
| 2023             | 琉球             | 29               | J3               | 5                | 0                | -                | -                | 0                | 0                | 5                | 0                |
| 2024             | 琉球             | 29               | J3               | 0                | 0                | 0                | 0                | 0                | 0                | 0                | 0                |
| 2025             | 琉球             | 29               | J3               | 0                | 0                | 0                | 0                | 0                | 0                | 0                | 0                |
| 通算             | 日本             | 日本             | J3               | 5                | 0                | 0                | 0                | 0                | 0                | 5                | 0                |
| 総通算           | 総通算           | 総通算           | 総通算           | 5                | 0                | 0                | 0                | 0                | 0                | 5                | 0                |

出場歴
- Jリーグ初出場 - 2023年4月1日 J3第5節 FC岐阜戦 (岐阜メモリアルセンター長良川競技場)